# Un jeune poète
Pour plus de détails, voir Fiche technique et Distribution.
Un jeune poète est un film français réalisé par Damien Manivel, sorti en 2015.

## Synopsis
À peine sorti de l'adolescence, Rémi rêve de devenir poète et d'enchanter le monde avec des vers bouleversants et inoubliables. À la recherche de l'inspiration dans la ville de Sète, sous un soleil accablant et avec pour seules armes un Bic et un carnet, Rémi est bien décidé à écrire son poème ... mais par où commencer ? Contempler longuement la mer ? Grimper au sommet d'une montagne ? Ecouter le chant des oiseaux ? Aller à la bibliothèque ? Trouver sa Muse ? Dans les bars ? Au cimetière ? Sous l'eau ? Et si tout ça ne fonctionne vraiment pas, alors boire, boire, boire encore jusqu'à ce que jaillisse l'étincelle.

## Fiche technique
- Titre : Un jeune poète
- Réalisation : Damien Manivel
- Scénario : Damien Manivel, Isabel Pagliai et Suzana Pedro
- Photographie : Isabel Pagliai et Julien Guillery
- Son : Jérôme Petit et Daniel Capeille
- Montage : Suzana Pedro
- Société de production : MLD Films
- Distribution : Shellac
- Pays d'origine :  France
- Durée : 71 minutes
- Date de sortie : 29 avril 2015

## Distribution
- Rémi Taffanel
- Enzo Vassallo
- Léonore Fernandes

## Distinctions
- 2014 : Mention spéciale Cinéastes du présent au Festival de Locarno pour Un Jeune poète
- 2014 : Prix du Jury étudiant au festival de Katowice pour Un Jeune poète
- 2015 : Prix du Meilleur film au festival de Pesaro pour Un Jeune poète
- 2015 : Prix du public au festival international de Murcia pour Un Jeune poète
- 2015 : Deuxième prix du Spirit of Fire Film Festival pour Un Jeune poète
- 2015 : Mention Spéciale Image du festival du film Vicoli Corti pour Un Jeune poète